# جامعة بكين للغات والثقافة
جامعة بكين للغات والثقافة (بالإنجليزية: Beijing Language and Culture University) واختصاراً (BLCU) هي جامعة تابعة لوزارة التربية الصينية تقع في العاصمة بكين أسست في عام 1962م بهدف نشر اللغة والثقافة الصينية في جميع أنحاء العالم. منذ تأسيسها، تطورت الجامعة لتصبح جامعة ذات شهرة عالمية تتميز بتعليم اللغة الصينية على مستوى العالم، مع التركيز على تعليم اللغة والبحث والتطوير المنسق للتخصصات المتعددة.

## تاريخ
تأسست جامعة بكين للغة والثقافة بتوجيه مباشر من رئيس مجلس الدولة تشوان لاي، في وقت كانت دبلوماسية جمهورية الصين الشعبية في مهدها. قام الرئيس ماو تسي تونغ بكتابة اسم الجامعة بالحروف الصينية. وكانت الجامعة تعرف بالمدرسة التمهيدية العليا للطلاب الدوليين عند تأسيسها عام 1962م، ثم أعيد تسميتها بـ "معهد بكين للغة في عام 1964م، حيث أصبحت مركزا لتدريب الطلاب الدوليين لتعلم اللغة الصينية، والطلاب الصينيين لتعلم اللغات الأجنبية قبل السفر خارج البلاد، وللمعلمين الصينيين لتدريس اللغة الصينية في الخارج. وفي عام 1996م، تم تغيير اسمها إلى "جامعة بكين للغة والثقافة".
تفتخر الجامعة بعدد كبير من الخبراء والعلماء ذوي الإنجازات العميقة والتقدير العالي، بما فيهم Zhang Qingchang، و Wang Huai، و Fang Li، والذين ساهموا بشكل كبير في مجال التعليم بالجامعة. كما ينشط الآن جيل جديد من المعلين والعلماء الباحثين ذوي الإنجازات الأكاديمية العالية في التدريس البحث العلمي، والذين يعتبرون قادة في تخصصاتهم الخصة. وتمتلك جامعة بكين للغات والثقافة فريق عمل ممتاز يشمل المعلمين الأكثر إنجازاً في التخصصات المختلفة، والأقوى لتعليم اللغة الصينية الدولية.
وتعتبر أول جامعة تقوم بحشد المعلمين الصينيين لتدريس اللغة الصينية للمتحدثين باللغات الأخرى، حيث يذهب العديد من المعلمين إلى الخارج سنويًا لتعليم اللغة والثقافة الصينية والترويج لها. تم اختيار أكثر من 40 من أعضاء هيئة التدريس الحاليين من أجل "مشاريع المواهب" الكبرى على المستويات الوطنية والإقليمية والوزارية. هناك فريقان وطنيان ممتازان للمعلمين وأربعة فرق مدرسية محلية ممتازة. يبلغ عدد أعضاء هيئة التدريس في الجامعة 2,085، بما في ذلك 771 معلمًا بدوام كامل، و 551 عضوًا إداريًا، و 153 مساعد تدريس، و 107 باحثًا، و 33 مستشارًا للطلاب بدوام كامل للطلاب الجامعيين، و17 مستشارًا للطلاب بدوام كامل لمرشحي الدكتوراه وطلاب الدراسات العليا و3 موظفين مسئولين عن الإرشاد النفسي. 

## الكليات والتخصصات
في الوقت الحاضر، هناك تسعة تخصصات في جامعة بكين للغات والثقافة، وهي: الأدب والعلوم والهندسة والاقتصاد والإدارة والقانون والتعليم والتاريخ والفنون. ولديها برنامجان للحصول على درجة الدكتوراه من المستوى الأول، ومركزان لأبحاث ما بعد الدكتوراه، و 11 برنامجًا لدرجة الماجستير من المستوى الأول، و 9 برامج أخرى لدرجة الماجستير. من بينها اللغويات واللغويات التطبيقية كتخصص رئيسي وطني، وهناك تخصص رئيسي من المستوى الأول للبلدية و 10 تخصصات رئيسية من المستوى الثاني في بكين.
تحوي الجامعة الكليات والأقسام الآتية:

### كلية التربية الدولية للغة الصينية
تعنى كلية التربية الدولية للغة الصينية بتعليم اللغة الصينية للطلاب الدوليين، وتمنح شهادات البكالوريوس والماجستير والدكتوراه في اللغة الصينية.

### كلية الدراسات الأجنبية
كلية الدراسات الأجنبية تمنح شهادات الدراسات العليا والدكتوراه في اللغات الأجنبية وآدابها ولديها محطة متنقلة لما بعد الدكتوراة باللغات الأجنبية. تضم الكلية ست مدارس، وهي: 
1. مدرسة الدراسات الإنجليزية؛
2. مدرسة اللغات والثقافات الآسيوية؛
3. مدرسة اللغات والثقافات الأوروبية؛
4. مدرسة دراسات الشرق الأوسط؛
5. كلية الترجمة والترجمة الفورية؛
6. مدرسة اللغات الأجنبية التطبيقية.

### كلية الآداب والعلوم الاجتماعية
تضم كلية الآداب والعلوم الاجتماعية أقسام ووحدات كثيرة أهمها هي قسم تدريس اللغة الصينية كلغة ثانية (TCSL)، وقسم اللغة الصينية وآدابها، وقسم الفنون، وقسم العلوم الاجتماعية، وقسم تحرير أبحاث الثقافة الصينية، ومعهد أبحاث الثقافة الصينية، ومعهد أبحاث علم الصينيات، ومركز أبحاث الأمم المتحدة، وجمعية تشو يوان.

### كلية علوم المعلومات
تأسست كلية علوم المعلومات رسميًا في عام 2000م. وكانت قبل ذلك معهد معالجة المعلومات اللغوية والذي تأسس في عام 1987م، وكانت من المعاهد الأوائل من التي ركزت بشكل أساسي على دراسات "معالجة المعلومات الصينية". يوجد حاليًا ثلاثة تخصصات تعليمية وأربعة معاهد في الكلية؛ وهي التخصصات هي علوم الكمبيوتر وإدارة المعلومات والوسائط الرقمية، بينما تتمثل المعاهد الأربعة في معهد معالجة معلومات اللغة، ومعهد تعلم اللغة الذكي، ومعهد هندسة المعرفة، ومعهد مراقبة اللغة والحساب الاجتماعي. ويلتحق بالكلية المركز الوطني لرصد موارد اللغة والبحث في وسائل الإعلام المطبوعة، الذي تم بناؤه بالاشتراك بين وزارة التربية والتعليم وجامعة بكين للغات والثقافة. في عام 2019م، تم إنشاء معهد ذكاء اللغة التابع لجامعة بكين للغة والثقافة، بالاشتراك مع كلية علوم المعلومات. تضم المدرسة حاليًا 44 موظفًا، بما في ذلك 11 أستاذًا و 20 أستاذًا مشاركًا.وقد حصل جميع المعلمين الشباب دون سن 35 عامًا على درجة الدكتوراه.

### كلية إدارة الأعمال
تتكون كلية إدارة الأعمال من قسم المالية، وقسم المحاسبة، وقسم الاقتصاد الدولي والتجارة، وقسم الإدارة. وتحوي الكلية العديد من المراكز والمعاهد والمختبرات، بما في ذلك المركز الإقليمي للبحوث الاقتصادية ومعهد البحوث المالية ومركز التدريب التجاري الدولي. تمتلك الكلية أيضاً مختبرا مالياً متعدد الوسائط متصل ومختبر محاسبة متعدد الوسائط ومختبر تجاري دولي. 

### كلية الفنون
تأسست كلية الفنون بجامعة بكين للغة والثقافة في عام 2014م. وكانت قبل ذلك اشتهرت لأكثر من عشرين منذ عام 1993م كقسم الفنون تحت كلية العلوم الإنسانية والاجتماعية. يوجد في كلية الفنون حاليًا ثلاثة تخصصات وهي: الرسم، والخط، وعلم الموسيقى. وهي مفتوحة مفتوحة للطلاب الصينيين والدوليين. وفي عام 2018م، وافقت وزارة التربية والتعليم الصينية على برنامج الماجستير في كلية الفنون. ينتسب إلى كلية الفنون مركز جيانغ زهاوي لأبحاث الفن، ومركز أبحاث الرسم الصيني المتطور والإبداع، ومعهد الخط الصيني ونحت الأختام.

### مدرسة التعليم المستمر
تقع مدرسة التعليم المستمرلجامعة بكين للغة والثقافة في مقاطعة هيديان في بيكين، وقد تأسست في يونيو 2013م، وتم تطويرها من "كلية بكين المتخصصة في اللغة الروسية (الفرع الثاني)"والتي تأسست عام 1952م، بهدف تلبية متطلبات المجتمع التدريبية ومساعدة الجامعة على النمو والتوسع. منذ إنشائها، تولت المدرسة مسؤولية التدريبات والامتحانات وخدمات الدراسة لجامعة بكين للغة والثقافة بالخارج في قسم التدريب التمهيدي، ومركز الاختبارات الخارجية، ومركز HSK، ومدرسة تدريب المعلمين، ومركز خدمة الدراسة بالخارج، ومركز التعليم الدولي. وتدرب مدرسة التعليم المستمر ما يقرب من 6,000 خريج كل عام. ولديها أكثر من 300 مدرس صيني و 50 مدرسًا أجنبيًا. ما يقرب من 100 منهم مدرسون بانتظام، بينما 20٪ منهم أساتذة مشاركون أو أعلى، 95٪ منهم حاصلون على درجة الماجستير أو أعلى، وأكثر من 95٪ منهم درسوا في الخارج. كما تم إدراج كلية تدريب الدراسة بالخارج التابعة لوزارة التربية والتعليم ومدرسة تدريب المعلمين في المدرسة.

### كلية التربية عبر الإنترنت
تعد كلية التعليم عبر الإنترنت لجامعة بكين للغة والثقافة (BLCU Online College) واحدة من 68 مؤسسة رائدة للتعليم عن بعد تم تعيينها من قبل وزارة التعليم، وقد تأسست في عام 2000م، بناء على أساس الفلسفة التعليمية الحديثة عن بعد كما تتبع اتجاهات وقوانين التطوير في التعليم عن بعد. يقدم الكلية 9 برامج جامعية (التعليم الصيني الدولي، اللغة الصينية وآدابها، اللغة الإنجليزية، اليابانية، المحاسبة، المالية، إدارة الموارد البشرية، الاقتصاد والتجارة الدولية، وعلوم وتكنولوجيا الكمبيوتر) و 4 برامج جامعية مبتدئة (الصينية، اللغة الإنجليزية التطبيقية، اليابانية التطبيقية والكورية التطبيقية). أما بالنسبة للتدريب غير الأكاديمي، تركز الكلية على الخصائص اللغوية والثقافية، وقد طورت نظامًا يمكن أن يلبي احتياجات جميع أنواع المتعلمين. حتى الآن، دربت الكلية أكثر من 200 ألف طالب صيني.